# Пјане Фаваро III (Кјети)
Пјане Фаваро III (итал. Piane Favaro III) је насеље у Италији у округу Кјети, региону Абруцо.
Према процени из 2011. у насељу је живело 33 становника. Насеље се налази на надморској висини од 106 м.